# Bästa (album av Nordman)
Bästa är ett samlingsalbum, av den svenska musikgruppen Nordman, vilket släpptes 2004. På albumet återfinns alla hitlåtarna samt låtarna Reservat och Gränsen som tidigare bara funnits med på deras första samlingsalbum Nordmans bästa - i vandrarens spår.

## Låtlista
1. Vandraren (3:14)
2. Ännu glöder solen (4:02)
3. Förlist (3:53)
4. Be mig (4:11)
5. På mossen (4:42)
6. Laglöst land (3:53)
7. Under norrskenet (3:55)
8. Reservat (3:42)
9. Hjälp mig att leva (3:37)
10. Som livet och döden (3:59)
11. Det sista du ser (4:58)
12. Se dig själv (3:35)
13. Kalla mig dåre (4:21)
14. Gränsen (3:25)
15. Främlingen (3:45)
16. Fly i ro (3:31)
17. Brudrovet (3:51)
18. I midsommartid (3:27)
19. Nu lever sommaren (3:37)

## Musiker och kompositörer
- Musik: Mats Wester utom
- "Förlist" av Mats Wester/Håkan Hemlin
- "Kalla mig dåre" av Mats Wester/Håkan Hemlin
- "Hjälp mig att leva" av Mats Wester/Eric Bazilian.
- Text: Py Bäckman utom "Förlist" av Lars Sahlin.